# Nicandra

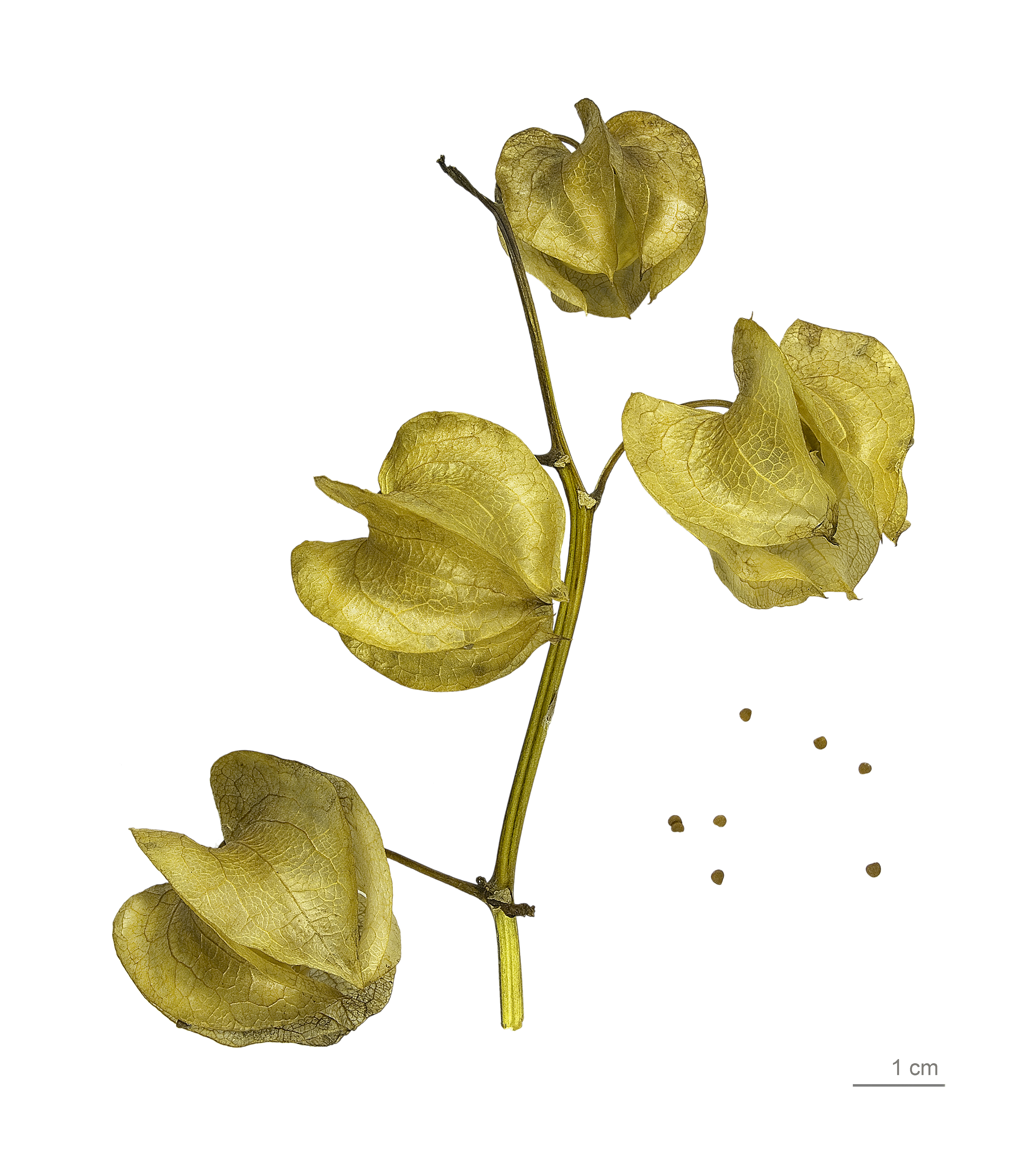
Nicandra physaloides

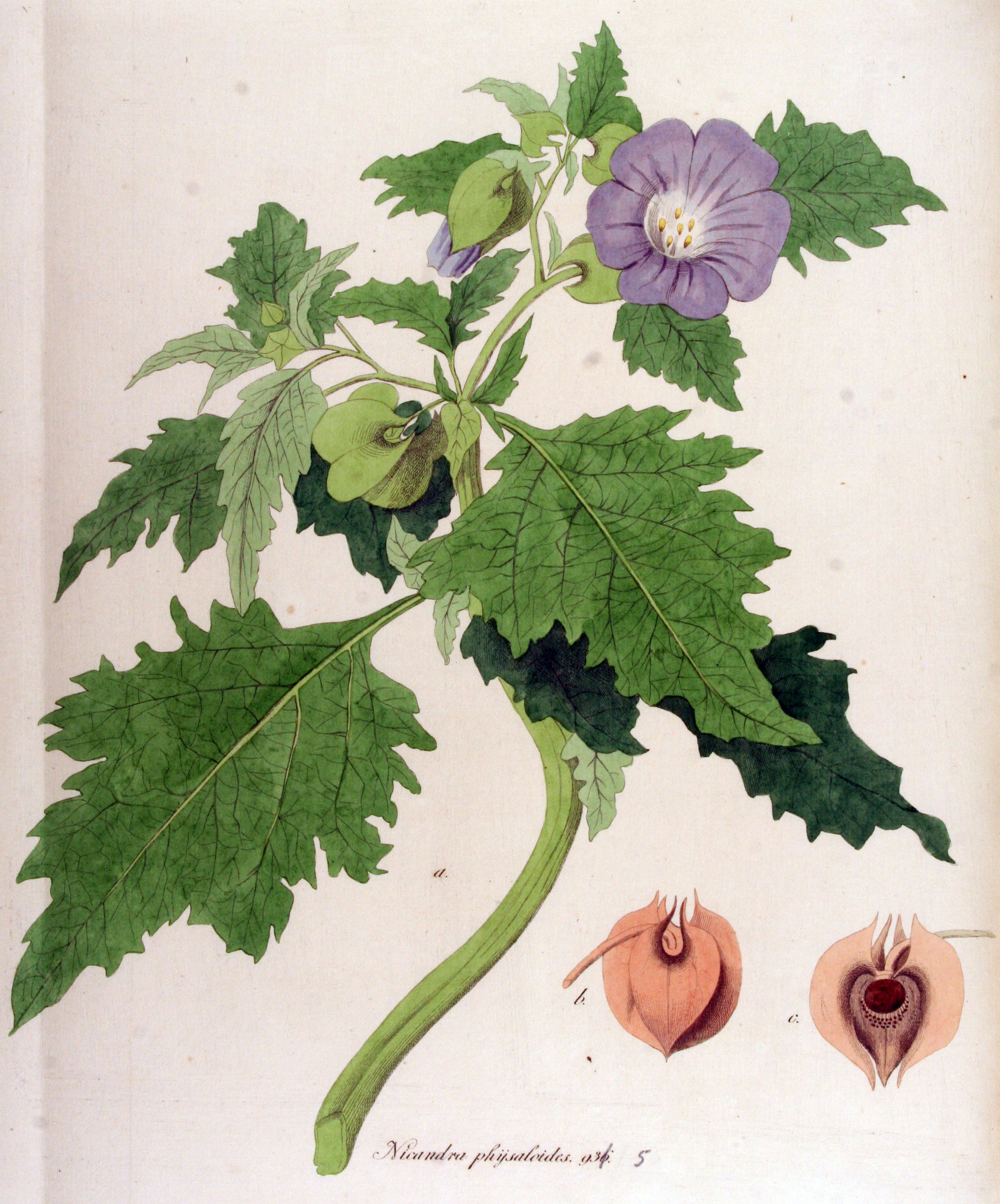
Ilustración

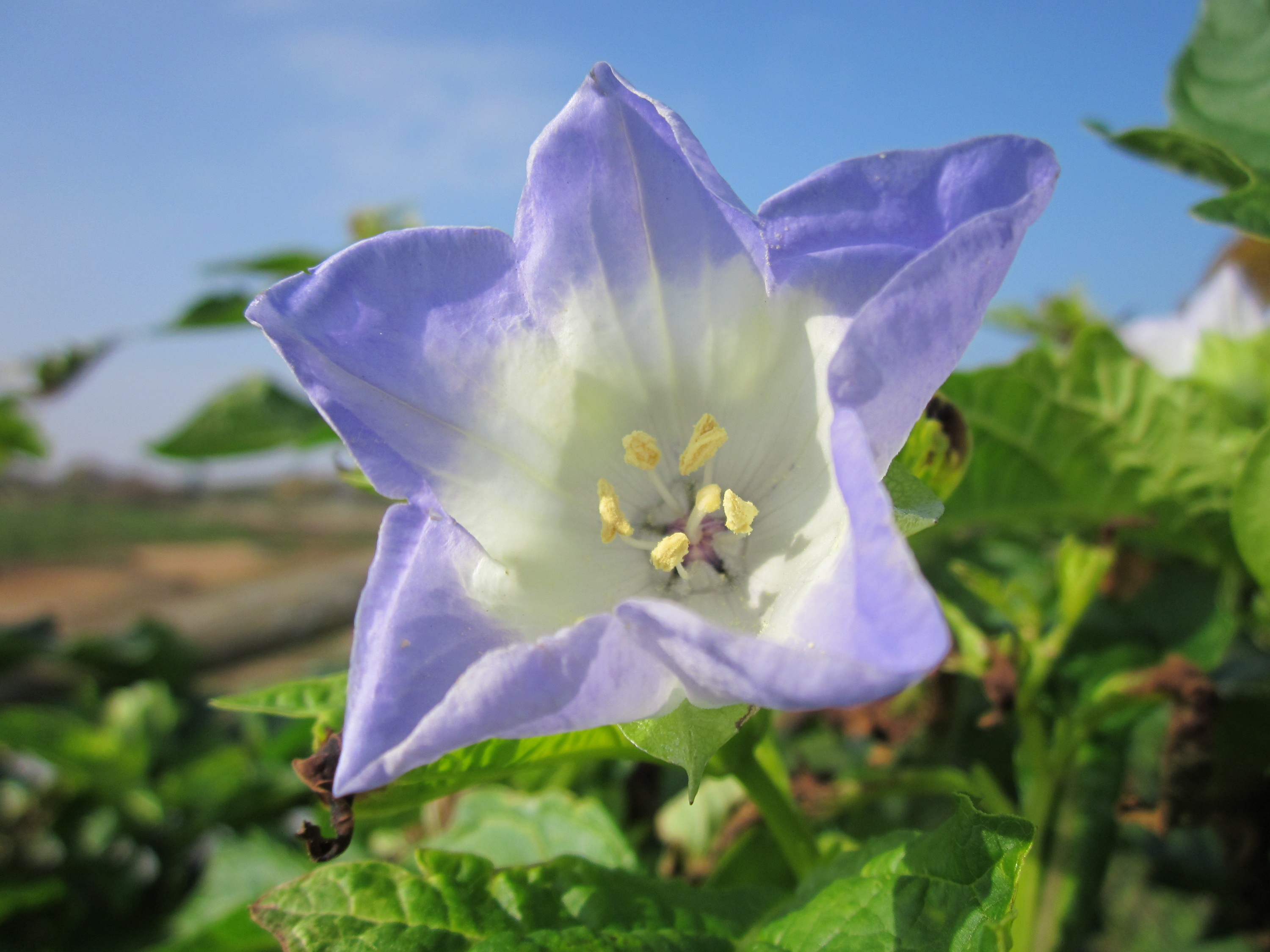
Detalle de la flor

Nicandra es un género monotípico de la familia Solanaceae cuya única especie es Nicandra physaloides, conocida como manzana del Perú, capulí cimarrón o chamico por su parecido con las especies de Datura. Es nativa del Perú y conocida en otras partes del mundo como especie introducida, en ocasiones como invasora, aunque también es utilizada como ornamental.

## Descripción
Es una herbácea anual de hasta 1 m de altura y vigorosa ramificación; las hojas son ovadas, de color verde medio, con márgenes dentados a ondulados.  Las flores, de color violeta claro, con la garganta blanca, miden 5 cm o más de diámetro con forma acampanada hasta el final de la floración, cuando van adquiriendo forma de farolillo. Florece en verano hasta principios del otoño. 

## Usos
En la medicina alternativa se utiliza como diurética y para emplastos.
Posiblemente repela de forma natural las moscas.

## Taxonomía
Nicandra physaloides fue descrita por (L.) Gaertn. y publicado en De Fructibus et Seminibus Plantarum. . . . 2: 237. 1791.
Etimología
El género lleva el nombre del poeta griego Nicandro.
Sinonimia
- Atropa physaloides  L. 1753
- Calydermos erosus Ruiz & Pav. 1799
- Nicandra brevicorollata Bitter 1903
- Nicandra microcalyx Bitter, 1903
- Nicandra minor Fisch.Mey. & Avé-Lall.
- Nicandra nana Bitter, 1903
- Nicandra nebulosa Bitter, 1903
- Nicandra parvimaculata Bitter, 1903
- Nicandra undulata Bitter, 1903
- Physalis daturifolia Lam. 1786
- Physalis peruviana Miller 1768
- Physalis spectabilis Salisb. 1796
- Physalodes peruviana (Miller) Kuntze 1891
- Physalodes physalodes (L.) Britton [5]